# Peleteria lithanthrax
Peleteria lithanthrax är en tvåvingeart som först beskrevs av Christian Rudolph Wilhelm Wiedemann 1830.  Peleteria lithanthrax ingår i släktet Peleteria och familjen parasitflugor. Inga underarter finns listade i Catalogue of Life.